# Urosphena whiteheadi
Urosphena whiteheadi é uma espécie de ave da família Cettiidae.
Pode ser encontrada nos seguintes países:  Indonésia e Malásia.